# Yeniyurt, Beylikova
Yeniyurt là một xã thuộc huyện Beylikova, tỉnh Eskişehir, Thổ Nhĩ Kỳ. Dân số thời điểm năm 2011 là 387 người.